# Camenta manguensis
Camenta manguensis är en skalbaggsart som beskrevs av Frey 1968. Camenta manguensis ingår i släktet Camenta och familjen Melolonthidae. Inga underarter finns listade.